# Притвиц, Павел Карлович
Барон Павел Карлович Притвиц (нем. Paul von Prittwitz und Gaffron, 1792—1856) — генерал-лейтенант, сенатор.

## Биография
Сын полковника Карла Карловича Притвица (убитого в Финляндии в 1809 году), родился 11 октября 1792 года.
Образование получил в 1-м кадетском корпусе, из которого был выпущен 23 февраля 1811 года прапорщиком в 1-ю артиллерийскую бригаду, но уже 4 марта был переведён в Свиту Его Величества по квартирмейстерской части (будущий Генеральный штаб) и отправлен на топографическую съемку в Финляндию.
В 1812 году, при вторжении Наполеона в Россию, Финляндский корпус генерала Штейнгеля, при котором состоял Притвиц, был перевезён морем из Гельсингфорса в Ревель, и Притвицу сразу пришлось принять участие в сражениях: 14 сентября — при Дален-Кирхе, на следующий день — при Гросс-Экау, 18-го — при Цемалене; за эти дела Притвиц был награждён орденом св. Анны 4-й степени. 28 сентября корпус Штейнгеля поступил под начальство Витгенштейна, и Притвиц был в боях 7 и 8 октября под Полоцком, затем при Орехове, Кублисте, Чашниках, 15 ноября — при Старом Борисове и на следующий день — в бою у Студянки. За отличие в двух последних боях он был награждён орденом св. Владимира 4-й степени с бантом и золотой шпагой с надписью «За храбрость» (12 сентября 1814 года).
17 декабря Притвиц перешёл границу в отряде генерал-адъютанта Чернышёва, высланного вперёд Витгенштейном, участвовал в отрядных кавалерийских стычках с французами, был в набеге Чернышёва на Берлин, в сражении под Гоммерном и двухдневной бомбардировке крепости Виттенберг.
В кампании 1813 года Притвиц находился в сражениях под Лютценом, Бауценом, Дрезденом; за отличие под Кульмом он получил чин штабс-капитана и орден св. Владимира 3-й степени, а за Лейпциг — орден св. Анны 2-й степени (алмазные знаки к этому ордену пожалованы в 1826 году) и прусский «Pour le Mérite».
В 1815 году, состоя при начальнике Главного штаба армии, он совершил поход во Францию, откуда, после смотра под Вертю, вернулся в Могилёв, произведя целый ряд рекогносцировок по Франции и в Польше. Быстро двигаясь по службе и получив в 1821 году бриллиантовый перстень от императора Александра I, Притвиц в 1822 году был произведён в полковники и 11 марта 1827 года назначен состоять при учебном заведении Главного штаба.
Назначенный в 1830 году обер-квартирмейстером 5-го резервного кавалерийского корпуса, Притвиц участвовал в следующем году в подавлении восстания в Польше. 7 февраля 1831 года он был в бою при Козеницах, 27-го — при взятии бароном Крейцом Люблина, вёл на штурм спешенный дивизион драгунского принца Виртембергского полка и 13 сентября за выказанное мужество и распорядительность получил орден св. Георгия 4-й степени (№ 4545 по кавалерскому списку Григоровича — Степанова), а 15 марта произведён в генерал-майоры (со старшинством от 6 декабря 1830 года), с назначением командовать 2-й бригадой 26-й пехотной дивизии. Со своей бригадой он был в боях при Бобине, Вронове и Казимирже. 19 апреля генерал Притвиц был назначен в штаб главнокомандующего графа Дибича, но пробыл в этой должности всего 2 месяца, то есть до смерти Дибича. Среди прочих наград за эту кампанию Притвиц в 1833 году был награждён польским Знаком отличия за военное достоинство (Virtuti Militari) 2-й степени, а в следующем году получил орден св. Станислава 2-й степени со звездой.
Назначенный опять командиром бригады в 1-ю пехотную дивизию, Притвиц с 25 февраля 1833 года состоял при главном директоре Пажеского и всех сухопутных корпусов и Дворянского полка, с 1837 по 1842 год был членом комиссии по постройке Орловского Бахтина кадетского корпуса, за что получил Высочайшее благоволение и 11 ноября 1842 года награждён орденом св. Станислава 1-й степени.
Назначенный 2 марта 1843 года вице-директором Департамента военных поселений, он почти ежегодно командировался по делам военных построек и 26 марта 1844 года был награждён орденом св. Анны 1-й степени (императорская корона к этому ордену пожалована 7 апреля 1846 года). Произведённый 6 декабря 1844 года в генерал-лейтенанты, Притвиц в 1845 году командирован был для осмотра зданий Феодосийского военного госпиталя, причем император Николай I велел ему проездом осмотреть все постройки ведомства Департамента военных поселений на юге. Оказав в этой командировке «большую услугу не только интересам казны, но больным и раненым, поселенным в Феодосии», Притвиц 14 июля 1846 года был назначен председателем следственной комиссии о действиях лиц, производивших в городе Новочеркасске непомерно высокую оценку домов, принятых Донским войском в залог по донскому питейному откупу. Наблюдая в следующем году за возведением зданий для Военно-топографического депо с его архивом и за перестройкой Главного штаба, он получил особенное монаршее благоволение за отличное выполнение этих работ, а 11 апреля 1848 года — орден св. Владимира 2-й степени «в воздаяние отлично усердной и ревностной службы по исполнению многочисленных на нем лежащих обязанностей». 9 мая Притвиц был командирован для осмотра Псковского шоссе и постройки в Новгороде зданий бывшего 1-го карабинерного полка и, вернувшись, управлял Департаментом военных поселений.
13 октября 1849 года Притвиц был назначен сенатором с повелением присутствовать во 2-м отделении 3-го департамента Сената, однако при этом назначении он был оставлен и в прежней должности. В 1855 году награждён орденом Белого орла.
Барон Притвиц скончался 25 февраля 1856 года в Санкт-Петербурге, похоронен на Смоленском евангелическом кладбище.
Его брат Карл был генералом от кавалерии; другой брат, Фёдор, был генерал-майором Корпуса инженеров путей сообщения.